# Prajnaptivada
Prajnaptivada est une école du bouddhisme ancien issue de la branche Kaukkutika; cette dernière venant elle-même de la tradition Mahasamghika. Elle est apparue aux alentours du IIIe siècle de notre ère. Son nom signifie: Enseignement des désignations. Cette école insistait sur la différence entre la réalité perçue et la réalité.